# Nankinški čovjek
Nankinški čovjek (lat.: Homo erectus nankinensis) je podvrsta Homo erectusa šiji su fosilni ostaci pronađeni u Kini. Dvije lubanje nankinškog čovjeka, muška i ženska, otkrivene su 1993. godine u pećini Tangshan u blizini grada Nanjinga, i datirane su na 580 000 do 620 000 godina starosti.
Fosilne lubanje nankinškog čovjeka se danas čuvaju Nanjingškom muzeju i još su uvijek predmetom proučavanja.

## Unutarnje poveznice
- Evolucija čovjeka
- Popis čovječjih evolucijskih fosila